# Пшиток (Любуське воєводство)
Пшиток (пол. Przytok) — село в Польщі, у гміні Забур Зеленогурського повіту Любуського воєводства.
Населення — 776 осіб (2011).
У 1975-1998 роках село належало до Зеленогурського воєводства.

## Демографія
Демографічна структура станом на 31 березня 2011 року:
|          | Загалом | Допрацездатний вік | Працездатний вік | Постпрацездатний вік |
| -------- | ------- | ------------------ | ---------------- | -------------------- |
| Чоловіки | 394     | 115                | 254              | 25                   |
| Жінки    | 382     | 72                 | 248              | 62                   |
| Разом    | 776     | 187                | 502              | 87                   |